# Крыловка (Костанайская область)
Крыловка (каз. Крыловка) — село в Сарыкольском районе Костанайской области Казахстана. Входит в состав Сорочинского сельского округа. Находится примерно в 29 км к западу от районного центра, посёлка Сарыколь. Код КАТО — 396255200.

## Население
В 1999 году население села составляло 816 человек (404 мужчины и 412 женщин). По данным переписи 2009 года, в селе проживал 781 человек (383 мужчины и 398 женщин).